# Lijst van parapluspinnen
Deze pagina beschrijft alle soorten uit de familie der parapluspinnen (Theridiosomatidae).

## Andasta
Andasta Simon, 1895
- Andasta benoiti (Roberts, 1978)
- Andasta cyclosina Simon, 1901
- Andasta semiargentea Simon, 1895
- Andasta siltte Saaristo, 1996

## Baalzebub
Baalzebub Coddington, 1986
- Baalzebub albonotatus (Petrunkevitch, 1930)
- Baalzebub baubo Coddington, 1986
- Baalzebub brauni (Wunderlich, 1976)
- Baalzebub nemesis Miller, Griswold & Yin, 2009

## Chthonos
Chthonos Coddington, 1986
- Chthonos pectorosa (O. P.-Cambridge, 1882)
- Chthonos peruana (Keyserling, 1886)
- Chthonos quinquemucronata (Simon, 1893)
- Chthonos tuberosa (Keyserling, 1886)

## Coddingtonia
Coddingtonia Miller, Griswold & Yin, 2009
- Coddingtonia euryopoides Miller, Griswold & Yin, 2009

## Epeirotypus
Epeirotypus O. P.-Cambridge, 1894
- Epeirotypus brevipes O. P.-Cambridge, 1894
- Epeirotypus chavarria Coddington, 1986
- Epeirotypus dalong Miller, Griswold & Yin, 2009

## Epilineutes
Epilineutes Coddington, 1986
- Epilineutes globosus (O. P.-Cambridge, 1896)

## Naatlo
Naatlo Coddington, 1986
- Naatlo fauna (Simon, 1897)
- Naatlo maturaca Rodrigues & Lise, 2008
- Naatlo serrana Rodrigues & Lise, 2008
- Naatlo splendida (Taczanowski, 1879)
- Naatlo sutila Coddington, 1986
- Naatlo sylvicola (Hingston, 1932)

## Ogulnius
Ogulnius O. P.-Cambridge, 1882
- Ogulnius barbandrewsi Miller, Griswold & Yin, 2009
- Ogulnius clarus Keyserling, 1886
- Ogulnius cubanus Archer, 1958
- Ogulnius fulvus Bryant, 1945
- Ogulnius gertschi Archer, 1953
- Ogulnius gloriae (Petrunkevitch, 1930)
- Ogulnius hayoti Lopez, 1994
- Ogulnius infumatus Simon, 1897
- Ogulnius latus Bryant, 1948
- Ogulnius obscurus Keyserling, 1886
- Ogulnius obtectus O. P.-Cambridge, 1882
- Ogulnius paliisteri Archer, 1953
- Ogulnius pullus Bösenberg & Strand, 1906
- Ogulnius tetrabunus (Archer, 1965)
- Ogulnius yaginumai Brignoli, 1981

## Parogulnius
Parogulnius Archer, 1953
- Parogulnius hypsigaster Archer, 1953

## Plato
Plato Coddington, 1986
- Plato bicolor (Keyserling, 1886)
- Plato bruneti (Gertsch, 1960)
- Plato guacharo (Brignoli, 1972)
- Plato juberthiei Lopez, 1996
- Plato miranda (Brignoli, 1972)
- Plato troglodita Coddington, 1986

## Theridiosoma
Theridiosoma O. P.-Cambridge, 1879
- Theridiosoma argenteolunulatum Simon, 1897
- Theridiosoma blaisei Simon, 1903
- Theridiosoma caaguara Rodrigues & Ott, 2005
- Theridiosoma chiripa Rodrigues & Ott, 2005
- Theridiosoma circuloargenteum Wunderlich, 1976
- Theridiosoma concolor Keyserling, 1884
- Theridiosoma diwang Miller, Griswold & Yin, 2009
- Theridiosoma davisi Archer, 1953
- Theridiosoma epeiroides Bösenberg & Strand, 1906
- Theridiosoma fasciatum Workman, 1896
- Theridiosoma gemmosum (L. Koch, 1877)
- Theridiosoma genevensium (Brignoli, 1972)
- Theridiosoma goodnightorum Archer, 1953
- Theridiosoma kikuyu Brignoli, 1979
- Theridiosoma latebricola Locket, 1968
- Theridiosoma lopdelli Marples, 1955
- Theridiosoma lucidum Simon, 1897
- Theridiosoma nebulosum Simon, 1901
- Theridiosoma nechodomae Petrunkevitch, 1930
- Theridiosoma obscurum (Keyserling, 1886)
- Theridiosoma picteti Simon, 1893
- Theridiosoma savannum Chamberlin & Ivie, 1944
- Theridiosoma shuangbi Miller, Griswold & Yin, 2009
- Theridiosoma taiwanica Zhang, Zhu & Tso, 2006
- Theridiosoma zygops (Chamberlin & Ivie, 1936)

## Wendilgarda
Wendilgarda Keyserling, 1886
- Wendilgarda assamensis Fage, 1924
- Wendilgarda atricolor (Simon, 1907)
- Wendilgarda clara Keyserling, 1886
- Wendilgarda coddingtoni Zhu, Zhang & Chen, 2001
- Wendilgarda galapagensis Archer, 1953
- Wendilgarda liliwensis Barrion & Litsinger, 1995
- Wendilgarda mexicana Keyserling, 1886
- Wendilgarda muji Miller, Griswold & Yin, 2009
- Wendilgarda mustelina Simon, 1897
  - Wendilgarda mustelina arnouxi Lopez & Emerit, 1985
- Wendilgarda nigra Keyserling, 1886
- Wendilgarda nipponica Shinkai, 2009
- Wendilgarda sinensis Zhu & Wang, 1992

## Zoma
Zoma Saaristo, 1996
- Zoma dibaiyin Miller, Griswold & Yin, 2009
- Zoma zoma Saaristo, 1996